# Malung
Malung ist der Hauptort der Gemeinde Malung-Sälen in der schwedischen Provinz Dalarnas län und der historischen Provinz Dalarna. Malung zählte im Jahre 2015 4927 Einwohner.

## Geschichte
Der Name Malung wird erstmals um 1200 in der Sverris saga in der westnordischen Form Molungr gebraucht. Er leitet sich vom Dialektwort mal für Sand und Kies ab, die reichlich am Ufer des Flusses Västerdalälven vorhanden sind, der durch den Ort fließt. Südwestlich des Ortes liegt der Tiomilaskogen, eine waldreiche Naturlandschaft.
Malung ist das Zentrum der schwedischen Lederindustrie. Im Herbst 2006 eröffnete hier das erste Eishockey-Gymnasium für Mädchen in Schweden.
Der Ort hatte einen Bahnhof an der Västerdalsbana. Der Personenverkehr wurde 2011 eingestellt. Von 1892 bis 1935 bestand die Bahnstrecke Brintbodarna–Malung.

## Bildergalerie

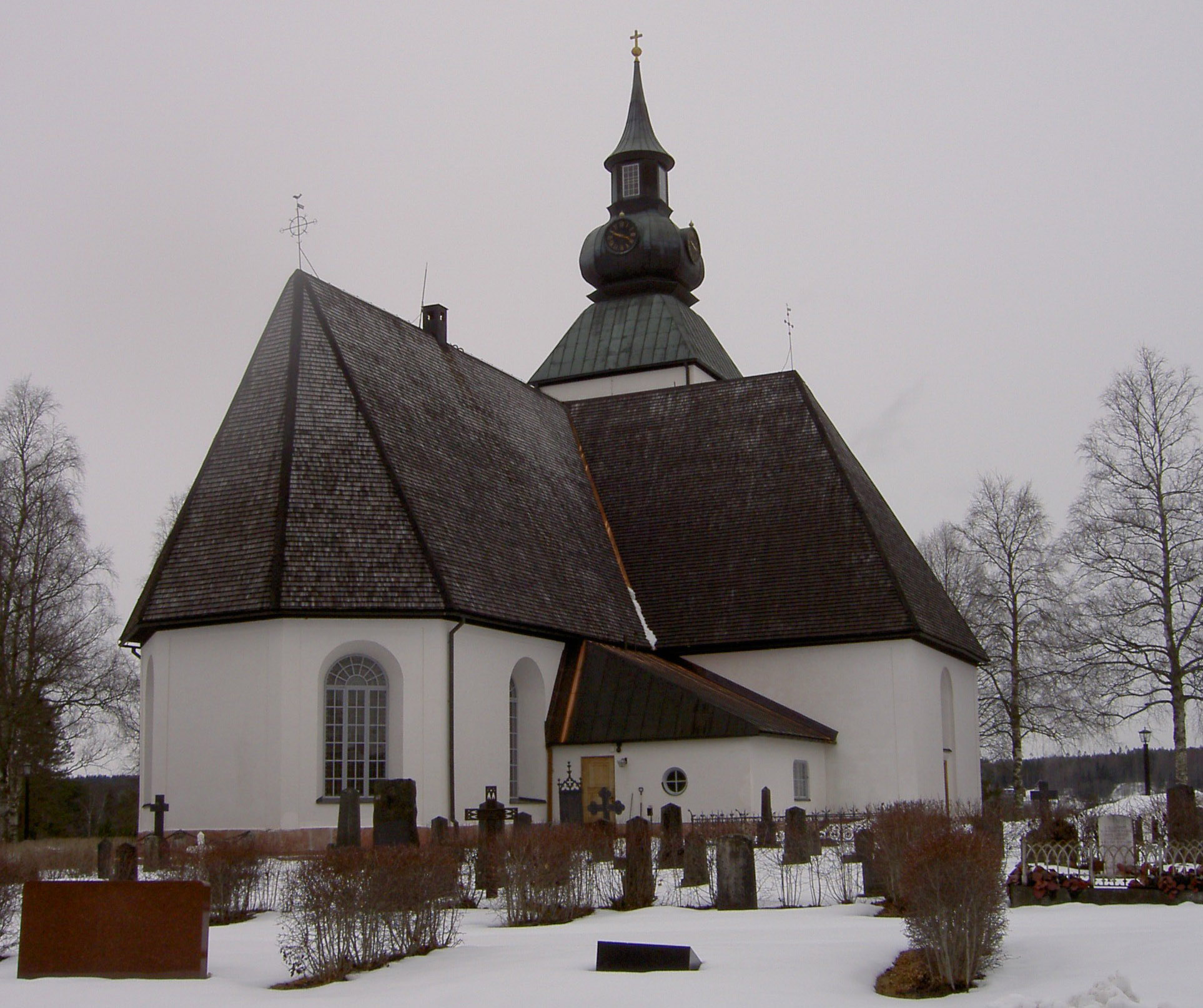
Kirche (2008)
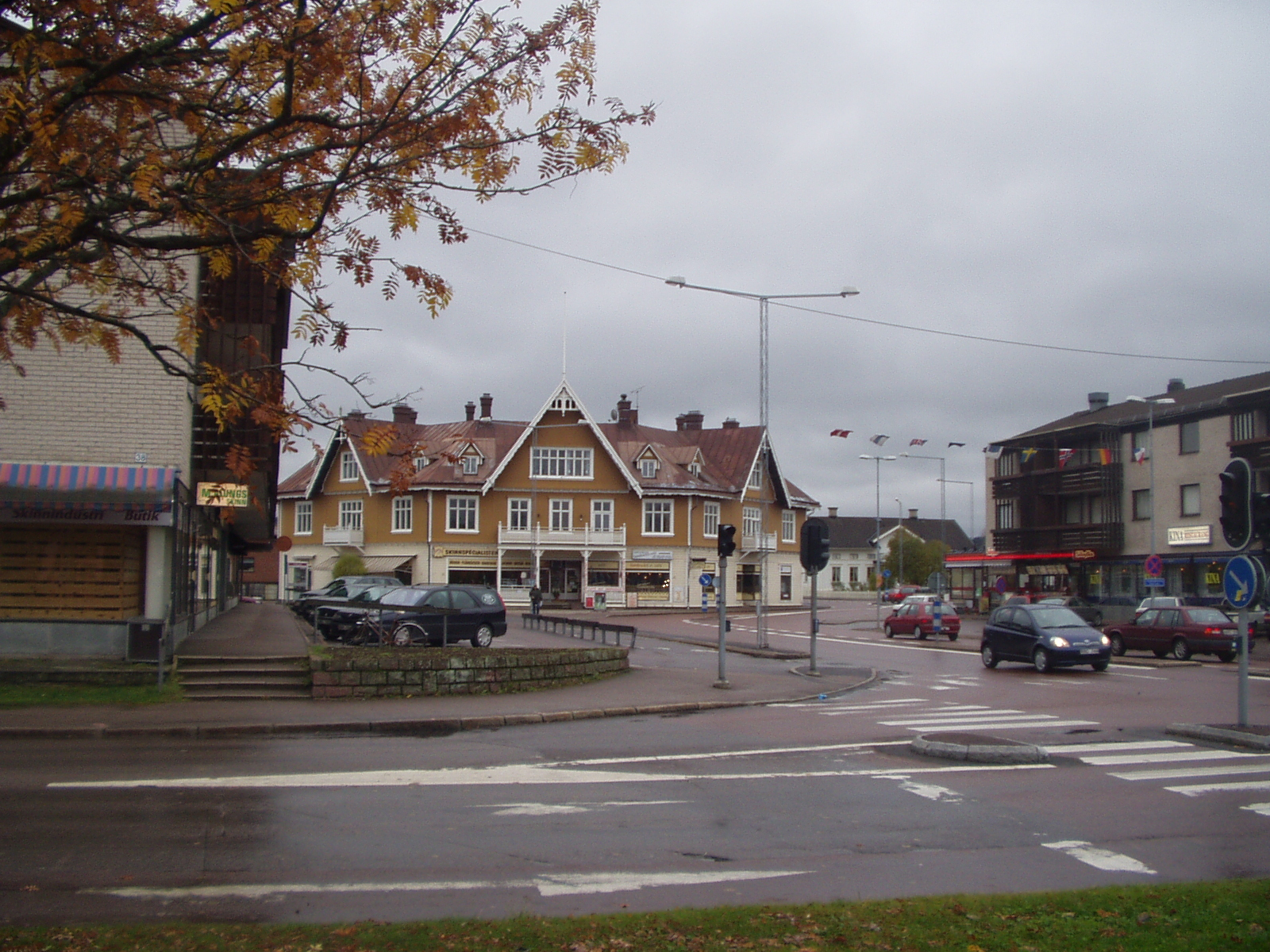
Stadtzentrum von Malung (2004)

## Persönlichkeiten
- Arthur Svensson (1916–1989), Fußball- und Bandyspieler
- Nils Täpp (1917–2000), Skilangläufer
- Bengt Eriksson (1931–2014), Nordischer Kombinierer und Skispringer
- Gun-Britt Andersson (* 1942), Diplomatin und Regierungsbeamtin
- Jan Almlöf (1945–1996), Chemiker
- Lars-Göran Arwidson (* 1946), Biathlet
- Aino Trosell (* 1949), Schriftstellerin
- Erik Gustavsson (* 1956), Skilangläufer
- Sara Fischer (* 1979), Snowboarderin
- Filip Fischer (* 1981), Snowboarder
- Sofia Mabergs (* 1993), Curlerin
- Stina Nilsson (* 1993), Skilangläuferin